# Hans Jakob Pestalozzi (Politiker)
Hans Jakob Pestalozzi (* 3. August 1801 in Berlingen; † 5. Juni 1874 in Wädenswil), heimatberechtigt in Zürich, war ein Schweizer Jurist und liberaler Politiker.

## Leben

### Werdegang
Hans Jakob Pestalozzi war der Sohn des Pfarrers und Dekans Matthias Pestalozzi (* 5. Januar 1777 in Zürich; † 22. September 1829 ebenda) und von dessen Ehefrau Maria Magdalena (* 4. April 1773 in Zürich; † 1824 ebenda), der Tochter des Pfarrers Hans Jakob Wegmann (1739–1807). Er hatte noch einen jüngeren Bruder und blieb zeit seines Lebens unverheiratet.
Er erhielt Unterricht von seinem Vater und immatrikulierte sich zu einem Studium der Rechtswissenschaften an der Universität Zürich. 1824 promovierte er zum Dr. jur. an der Universität Göttingen.
1825 war er als Prokurator tätig, bevor er seit 1828 als Fürsprecher, anfangs in Winterthur und später in Wädenswil tätig war.

### Politisches Wirken
Am 29. August 1841 leitete Hans Jakob Pestalozzi eine Volksversammlung mit 20'000 Menschen, die in Schwamendingen zusammengekommen waren. Gegenstand des Treffens war die geplante Aufhebung der Klöster, welcher sich die konservative Regierung, gestützt auf den Bundesvertrag, widersetzen wollte. Er zählte 1845 zu den Mitunterzeichnern des Aufrufs zur Volksversammlung in der Jesuitenfrage in Unterstrass.
Er setzte sich für die Annahme der Bundesverfassung von 1848 ein.
Von 1843 bis 1863 war er Mitglied des Zürcher Grossen Rats und vom 1. August 1849 bis zum 6. Dezember 1863 liberaler Ständerat, bei dem er häufig der Richtung folgte, die Alfred Escher vorgab.
Er war auch Mitglied der Bezirksschulpflege Winterthur und von 1856 bis zu seinem Tod der Sekundarschulpflege Wädenswil.
Hans Jakob Pestalozzi pflegte eine Freundschaft mit Jonas Furrer, dessen rechte Hand er war.

### Mitgliedschaften
Hans Jakob Pestalozzi war Mitglied des Schweizerischen Zofingervereins.